# Diszkrimináció
Diszkrimináció az, amikor egy személyt nem a tettei, hanem feltétezett rossz tulajdonságokkal rendelkező csoporthoz való tartozása alapján ítélnek meg, és eszerint bánnak vele.
A szociológiában: modern használatban ez olyan megkülönböztető  bánásmód (cselekedet, tevékenység, kijelentés, elmulasztott tett, viselkedés), mely az egyén (személy) vagy a csoport esélyegyenlőségére hat. A hatása lehet negatív vagy pozitív, módszere pedig nyílt vagy burkolt.
Eredete: [diszkrimináció < angol: discrimination (diszkrimináció) < latin: discrimino (megkülönböztet, szétválaszt) < dis- (el) + cerno (választ)]

## A megkülönböztetés szándéka

### Negatív
A hátrányos megkülönböztetés, diszkrimináció vagy negatív diszkrimináció a  szociológiában ösztönös vagy tudatos kirekesztő, megalázó cselekedet.  Indítéka lehet a fölérendeltség (uralom, elsődlegesség, dominancia) megszerzése vagy megtartása az embercsoporton belül vagy csoportok között. Az egyenlő bánásmód elvével ellentétes eljárás. Általa létrejön az esélyegyenlőtlenség, a gazdasági vagy a társadalmi igazságtalanság, melyet a meglévő elsődlegesség, privilégium, aránytalan mentelmi jog,  protekció vagy a protekcionizmus bármelyike jellemez. Ürügye pedig a személy vagy embercsoport másiktól eltérő tulajdonságáról (másságáról) szerzett ismeret.

### Pozitív
A szociológiában a pozitív diszkrimináció, hátrányt csökkentő megkülönböztetés csoportra, személyre vonatkozó jogi, adminisztratív vagy egyéb segítséget jelent, melyre a csoport vagy személy valamilyen szempontból a többséghez képest hátrányos helyzete ad okot. Indítéka a domináns egyén vagy csoport együttérzése, megértés illetve a másik fél követelése vagy tiltakozása a gazdasági és társadalmi igazságtalanság ellen. Szándéka a szolidaritás, az embercsoportok közötti gazdasági vagy társadalmi igazságtalanság enyhítése, vagyis az esélyegyenlőség megteremtésre.
A pozitív diszkrimináció bizonyos esetben korlátokat állít főleg a domináns és esetleg a hátrányos helyzetben lévőnek, mégis az esélyegyenlőséget vizsgálva igazságosabb. Például ilyen egy alulképviselt csoport tagjainak segítése, részesülése az arányosság elvén (kvótával).

## A megkülönböztetés módszere

### Nyílt
Nyílt vagy közvetlen amikor valakit az összehasonlítható helyzetben lévő többieknél, nyíltan kedvezőbben vagy kevésbé kedvezően kezelnek.

### Burkolt
Burkolt vagy közvetett diszkrimináció akkor fordul elő, amikor egy látszólag semleges előírás, ismérv vagy gyakorlat kedvezőbb vagy kedvezőtlenebb helyzetbe hoz valakit.
A burkolt megkülönböztetés egyik példája: amikor munkára jelentkező embereket vizsgára köteleznek valamely nyelvből, noha a nyelv ismeretére nincs is szükség a munka ellátásához. Az ilyen vizsga sok olyan embert kirekeszthet, akinek más az anyanyelve.

## Gyakorlatban
Az Emberi jogok egyetemes nyilatkozata és más nemzetközi egyezmény sem definiálja a diszkrimináció fogalmát, pedig sokszor utalnak rá. A diszkriminációval foglalkozó nemzetközi és regionális emberi jogi dokumentumok más-más módon határozzák meg a fogalmat, az ürügyétől függően.